# ケンバ・ウォーカー
ケンバ・ハドレイ・ウォーカー（Kemba Hudley Walker, 1990年5月8日 - ）は、アメリカ合衆国ニューヨーク州ブロンクス区出身の元プロバスケットボール選手であり、現在は指導者。現役時代のポジションはポイントガード。

## 経歴

### カレッジ
ニューヨーク州ハーレムにあるライス高等学校からコネチカット大学に進学。2011年にはNCAAトーナメントで優勝に導いた。

### シャーロット・ボブキャッツ / ホーネッツ
2011年のNBAドラフトの1巡目9位でシャーロット・ボブキャッツに指名された。1年目はD・J・オーガスティンの控えとして起用され、2年目から先発に定着した。ボブキャッツオーナー時代のマイケル・ジョーダンとしては数少ないドラフト成功例である。
2013-14シーズン、久しぶりのプレーオフに進出するが、1stラウンドで、ディフェンディングチャンピオンのマイアミ・ヒートに4戦全敗でスイープ負けを喫した。
2015-16シーズン、2016年1月18日のユタ・ジャズ戦では、球団記録記録となる1試合52得点を記録した（従来の記録はグレン・ライスの48得点）。このシーズンは81試合に平均35.6分の出場で、20.9得点・4.4リバウンド・5.2アシスト・1.6スティールなどを記録した。
2016-17シーズン、2017年1月26日、NBAオールスターゲームにヘッドコーチ推薦での初出場が決定した。このシーズンは79試合に平34.7均分の出場で、23.2得点・3.9リバウンド・4.4アシスト・1.1スティールなどを記録した。
2017-18シーズン、2018年2月4日に行われたフェニックス・サンズ戦で18得点を記録、試合はホーネッツが115-110で勝利した。この試合でウォーカーはキャリア通算930本目の3ポイントシュートを成功させた。これによりデル・カリーが保持していたチーム最多3ポイントシュート成功記録929本を更新した。2018年2月8日、負傷により欠場が決まったクリスタプス・ポルジンギスの代わりに2月18日にロサンゼルスのステイプルズ・センターで行われるオールスターゲームへの出場が決まった。同日行われたポートランド・トレイルブレイザーズ戦で40得点を記録、試合はオーバータイムの末ブレイザーズに109-103で敗れた。3月22日に行われたメンフィス・グリズリーズ戦でキャリア通算9度目の40得点以上となる46得点、10本の3Pシュートを記録、試合はホーネッツがNBA史上6番目に大きい点差となる140-79で勝利した。3月26日に行われたニューヨーク・ニックス戦でオーバータイムの11得点を含む31得点を記録、試合はホーネッツが137-128で勝利した。このシーズンは80試合に平均34.2分の出場で、22.1得点・3.1リバウンド・5.6アシスト・1.1スティールなどを記録した。
2018-19シーズン、2018年11月17日のフィラデルフィア・76ers戦で自身初の60得点を記録した。このシーズンは全82試合に平均34.9分の出場で、25.6得点(リーグ10位)・4.4リバウンド・5.9アシスト・1.2スティールなどを記録し、自身初のオールNBAチーム(3rd)を受賞した。
2019年5月に楽天NBAのゲストで日本に初来日している。

### ボストン・セルティックス
2019-20シーズン開幕前の2019年6月30日にボストン・セルティックスと4年総額1億4100万ドルのマックス契約を結んだ。

### ニューヨーク・ニックス
2020-21シーズン終了後の2021年6月18日にアル・ホーフォード、モーゼス・ブラウンとのトレードで、ドラフト指名権と共にオクラホマシティ・サンダーに放出され、8月5日にサンダーとバイアウトに合意しFAとなった。その後、11日に地元ニューヨークに本拠地を置くニューヨーク・ニックスと2年契約を結んだ。
2021-22シーズンは開幕から先発出場していたが、11月に調子を落として同月末にローテーションから外され、トレードの噂も浮上した。しかし、新型コロナウイルスの影響で欠場者が続出していたため、12月19日からローテーションに復帰。23日のワシントン・ウィザーズ戦では44得点を記録した。
その後、2022年2月23日にニックスのフロントと面談し、このシーズンの残りの試合には出場しないことで合意した。

### ダラス・マーベリックス
2022年6月30日に複数のドラフト指名権とのトレードで、デトロイト・ピストンズへ放出された。その後、10月17日に解雇された。 
2022-23シーズンは開幕から無所属のまま過ごしていたが、2022年11月29日にダラス・マーベリックスと契約した。
2023年1月6日に解雇された。

### ASモナコ
2023年7月21日にユーロリーグとLNBに所属するASモナコと契約した。チームにはマイク・ジェームズという絶対的なポイントガードがいた為、プレータイムは限られた。
2024年7月2日に現役引退を発表した。その後ホーネッツの選手強化コーチに就任することが発表された。

## 個人成績

### NBA

#### レギュラーシーズン
| シーズン     | チーム       | GP  | GS  | MPG  | FG%  | 3P%  | FT%  | RPG | APG | SPG | BPG | PPG  |
| ------------ | ------------ | --- | --- | ---- | ---- | ---- | ---- | --- | --- | --- | --- | ---- |
| 2011–12      | CHA          | 66  | 25  | 27.2 | .366 | .305 | .789 | 3.5 | 4.4 | .9  | .3  | 12.1 |
| 2012–13      | CHA          | 82  | 82  | 34.9 | .423 | .322 | .798 | 3.5 | 5.7 | 2.0 | .4  | 17.7 |
| 2013–14      | CHA          | 73  | 73  | 35.8 | .393 | .333 | .837 | 4.2 | 6.1 | 1.2 | .4  | 17.7 |
| 2014–15      | CHA          | 62  | 58  | 34.2 | .385 | .304 | .827 | 3.5 | 5.1 | 1.4 | .5  | 17.3 |
| 2015–16      | CHA          | 81  | 81  | 35.6 | .427 | .371 | .847 | 4.4 | 5.2 | 1.6 | .5  | 20.9 |
| 2016–17      | CHA          | 79  | 79  | 34.7 | .443 | .399 | .847 | 3.9 | 5.5 | 1.1 | .3  | 23.2 |
| 2017–18      | CHA          | 80  | 80  | 34.2 | .431 | .384 | .864 | 3.1 | 5.6 | 1.1 | .3  | 22.1 |
| 2018–19      | CHA          | 82  | 82  | 34.9 | .434 | .356 | .844 | 4.4 | 5.9 | 1.2 | .4  | 25.6 |
| 2019–20      | BOS          | 56  | 56  | 31.1 | .425 | .381 | .864 | 3.9 | 4.8 | .9  | .5  | 20.4 |
| 2020–21      | BOS          | 43  | 43  | 31.8 | .420 | .360 | .899 | 4.0 | 4.9 | 1.1 | .3  | 19.3 |
| 2021–22      | NYK          | 37  | 37  | 25.6 | .403 | .367 | .845 | 3.0 | 3.5 | .7  | .2  | 11.6 |
| 2022–23      | DAL          | 9   | 1   | 16.0 | .421 | .250 | .810 | 1.8 | 2.1 | .2  | .2  | 8.0  |
| 通算         | 通算         | 750 | 697 | 33.1 | .418 | .360 | .840 | 3.8 | 5.3 | 1.2 | .4  | 19.3 |
| オールスター | オールスター | 4   | 2   | 20.9 | .452 | .280 | ---  | 2.3 | 4.5 | .8  | .0  | 11.3 |

- 2011-12シーズンは66試合で打ち切り

#### プレーオフ
| シーズン | チーム | GP | GS | MPG  | FG%  | 3P%  | FT%  | RPG | APG | SPG | BPG | PPG  |
| -------- | ------ | -- | -- | ---- | ---- | ---- | ---- | --- | --- | --- | --- | ---- |
| 2014     | CHA    | 4  | 4  | 38.3 | .473 | .500 | .778 | 3.8 | 6.0 | 2.0 | .8  | 19.5 |
| 2016     | CHA    | 7  | 7  | 37.1 | .366 | .326 | .943 | 3.0 | 4.0 | 1.3 | .6  | 22.7 |
| 2020     | BOS    | 17 | 17 | 36.9 | .441 | .310 | .852 | 4.1 | 5.1 | .9  | .4  | 19.6 |
| 2021     | BOS    | 3  | 3  | 30.3 | .317 | .176 | .900 | 4.0 | 4.0 | .3  | .0  | 12.7 |
| 通算     | 通算   | 31 | 31 | 36.5 | .412 | .324 | .868 | 3.8 | 4.8 | 1.1 | .5  | 19.6 |

### ユーロリーグ
| シーズン | チーム   | GP | GS | MPG  | FG%  | 3P%  | FT%  | RPG | APG | SPG | BPG | PPG |
| -------- | -------- | -- | -- | ---- | ---- | ---- | ---- | --- | --- | --- | --- | --- |
| 2023–24  | ASモナコ | 26 | 1  | 11.0 | .389 | .364 | .778 | 1.4 | 1.0 | .4  | .0  | 4.4 |

### カレッジ
| シーズン | チーム | GP  | GS | MPG  | FG%  | 3P%  | FT%  | RPG | APG | SPG | BPG | PPG  |
| -------- | ------ | --- | -- | ---- | ---- | ---- | ---- | --- | --- | --- | --- | ---- |
| 2008–09  | UConn  | 36  | 2  | 25.2 | .470 | .271 | .715 | 3.5 | 2.9 | 1.1 | .2  | 8.9  |
| 2009–10  | UConn  | 34  | 34 | 35.2 | .405 | .339 | .767 | 4.3 | 5.0 | 2.0 | .4  | 14.6 |
| 2010–11  | UConn  | 41  | 41 | 37.6 | .428 | .330 | .819 | 5.4 | 4.5 | 1.9 | .2  | 23.5 |
| 通算     | 通算   | 111 | 77 | 32.8 | .428 | .325 | .782 | 4.3 | 4.4 | 1.7 | .2  | 16.1 |